# Ángel Puig Puig
Ángel Puig Puig Fou un empresari i polític valencià. Militant del Partit d'Unió Republicana Autonomista (PURA), fou elegit diputat per la província de València a les eleccions generals espanyoles de 1933.